# Anda Eibele
Anda Eibele (ur. 30 lipca 1984 w Rydze) – łotewska koszykarka, występująca na pozycji rozgrywającej, reprezentantka kraju, olimpijka.

## Osiągnięcia
Na podstawie, o ile nie zaznaczono inaczej.

### Drużynowe
- Mistrzyni:
  - Łotwy (2009–2018)[3][4][5][6][7][8][9][10][11]
  - Austrii (2005)
  - Cypru (2006)[12]
- Wicemistrzyni:
  - Ligi Bałtyckiej (2015)
  - Łotwy (2007)
- Zdobywczyni pucharu:
  - Cypru (2006)[12]
  - Austrii (2005)
- Uczestniczka międzynarodowych rozgrywek:
  - Euroligi (2009–2011)
  - Eurocup (2008/2009, 2011/2012, 2015–2018)
  - FIBA EuroCup (2003–2005)

### Indywidualne
(* – nagrody przyznane przez portal eurobasket.com)
- MVP finałów ligi łotewskiej (2013)*[7]
- Najlepsza zawodniczka, występująca na pozycji obronnej ligi łotewskiej (2011, 2013, 2018)[5][7][11]
- Zaliczona do I składu ligi łotewskiej (2011, 2012, 2013, 2018)*[5][6][7][11]
- Liderka w asystach ligi łotewskiej (2011 – 6,2, 2012 – 4,8, 2013 – 8,4, 2018 – 7,1)[5][6][7][11]

### Reprezentacja
Seniorska
- Uczestniczka:
  - igrzysk olimpijskich (2008 – 9. miejsce)
  - mistrzostw Europy (2005 – 6. miejsce, 2009 – 7. miejsce, 2013 – 13. miejsce)
  - turnieju FIBA Diamond Ball (2008 – 4. miejsce)
  - uniwersjady (2007)
  - kwalifikacji:
    - olimpijskich (2008 – 5. miejsce)
    - do Eurobasketu (2013, 2017)

Młodzieżowe
- Uczestniczka:
  - mistrzostw:
    - świata U–21 (2003 – 8. miejsce)
    - Europy U–20 (2002 – 4. miejsce)

  - kwalifikacji do mistrzostw Europy U–20 (2001, 2002)